# Arras Pays d'Artois basket féminin
Maillots
Arras Pays d'Artois Basket Féminin (anciennement ASPTT Arras) est un club français de basket-ball féminin français basé dans la ville d'Arras.

## Historique
La section féminine basket-ball de l’ASPTT Arras est créée en 1946.

Logo de l'ASPTT Arras.

### 2003-2004
Après trois saisons en NF2, l'ASPTT Arras revient en Nationale Féminine 1.

### 2005-2006
En s’assurant de la première place, Arras décroche son billet pour la Ligue féminine, portant à cinq le nombre de clubs nordistes en LFB. En Coupe de France, après avoir sorti le Stade clermontois en 1/16e de finales, Arras s'incline au tour suivant face à Villeneuve-d'Ascq.

### 2006-2007
Après être arrivé en deuxième moitié de tableau, Arras poursuit une année de plus en Ligue féminine. En 2007, Le club change de nom pour s'appeler Arras Pays d'Artois basket féminin.

### 2009-2010
Le 10 octobre 2009, Arras s'impose sur le parquet de Bourges en prolongation (84-81).
En terminant à la 3e place du classement du championnat régulier, Arras s'offre une place pour l'Eurocoupe 2010-2011.

### 2010-2011
Le 3 mars 2011, Arras s'impose en demi-finale de l'Eurocoupe face à l'équipe russe de Tchevakata Vologda en obtenant le nul 66 à 66 en Russie après une victoire 67 à 66 à l'aller. Cette bonne campagne européenne améliore les affluences des matchs à domicile. Le club évolue ainsi à guichets fermés lors du quart de finale retour contre Novossibirsk et en demi-finale. Pour le match retour de la finale, la capacité de la salle est portée à environ 2 500 personnes grâce à l'installation de nouvelles tribunes mobiles. Lors du match aller de la finale, Arras accroche un match nul en Israël face à l'Elitzur Ramla sur le score de 61 partout. Lors du match retour, après un bon premier quart temps, terminé 13 à 5 en faveur des joueuses d'Arras, l'Elitzur Ramla remporte le second quart temps sur le score de 28 à 9 pour mener de 11 points à la mi-temps. Arras débute la dernière période avec cinq points de retard mais l'équipe israélienne accentue cet écart pour l'emporter 61 à 53.
Avec les remous à propos des tensions entre le président Monneret et l'entraineur Bruno Blier, qui conduira à la fin de saison 2010-2011 au changement d'entraineur, la salle a remercié le coach. Une banderole est ainsi déployée à partir de l'antépénultième match de saison régulière : « Bruno, Cissou, merci ». Il y eut également des remous lors de l'attribution des places lors de la finale d'Eurocoupe pour une première saison en coupe d'Europe.

### 2011-2012
Elles terminent 11e du championnat mais remportent la coupe de France face au CJM Bourges. Les Arrageoises ont été éliminées en quart-de-finale d'Eurocoupe par Tchevakata Vologda.

### 2012-2013
L'équipe joue l'Euroligue mais ne remporte que 2 matchs. La saison en championnat se révèle compliquée, marquée par les défaites qui conduisent au licenciement de l'entraineur, Thibaut Petit, remplacé par Marc Silvert.
Les arrageoises terminent 13e et sont sportivement reléguées en Ligue 2, mais le club est repêché en LFB à la suite du renoncement d'Aix à se maintenir dans la Ligue.

### 2014-2015
En juillet 2014, la LFB annonce le repêchage officiel d'Arras en LFB. Lina Brazdeikytė est nommé assistante. Avec Cécile Piccin, elle forme le premier duo féminin de LFB sur le banc de touche, le seul en France, tous sports collectifs confondus.

### 2015-2016
Pour répondre à des opportunités professionnelles, Jean-Louis Monneret annonce sa démission de la présidence du club le 10 août 2015 après treize années de mandat pour céder son siège de manière transitoire à Jean-Luc Blier avant que le club n'élisant deux coprésidents Bernard Pot et Jean-Marie Prestaux. Avec 1,25 million d'euros, Arras figure dans le dernier quart des clubs de LFB.
Avec une 13e place, Arras ne peut échapper à la relégation en Ligue 2 après quatre victoires et vingt-deux défaites.

### 2016-2017
En Ligue 2, Arras choisit de faire confiance à Quentin Buffard sur le banc, jeune coach et fils de l'ancien entraineur de Cholet Basket Laurent Buffard. le club engage deux anciennes toulousaines Assitan Koné et Sabrina Reghaïssia.

### 2017-2018
Le club descend en Nationale 1 et est en grosses difficultés financières. En 2018, Bruno Blier annonce son retour en tant qu'entraîneur d'Arras Pays d'Artois Basket Féminin. Fin juin, le club apprend sa rétrogradation en ligue régionale à la suite de la décision de la Commission Contrôle de Gestion, avant qu'elle ne soit infirmée en appel. Le club demandant sa relégation en Nationale 3, Bruno Blier se dégage du projet.

### 2018-2019
Le club termine 11e sur 12 de sa poule F de nationale 3 avec 28 points.

### 2022-2023
L'équipe jouant en NF3 termine seconde de sa poule et ne sera pas promue en NF2

### 2023-2024
Changement de présidence pour cette nouvelle saison, Mme Siegried Jankowski assure à présent la présidence du club et a pris le relais en fin de saison 2022-2023 de Gaetan Hemery  qui pour des raisons professionnelles ne pouvait plus assurer ses fonctions de président.

## Salle et supporters

### Description

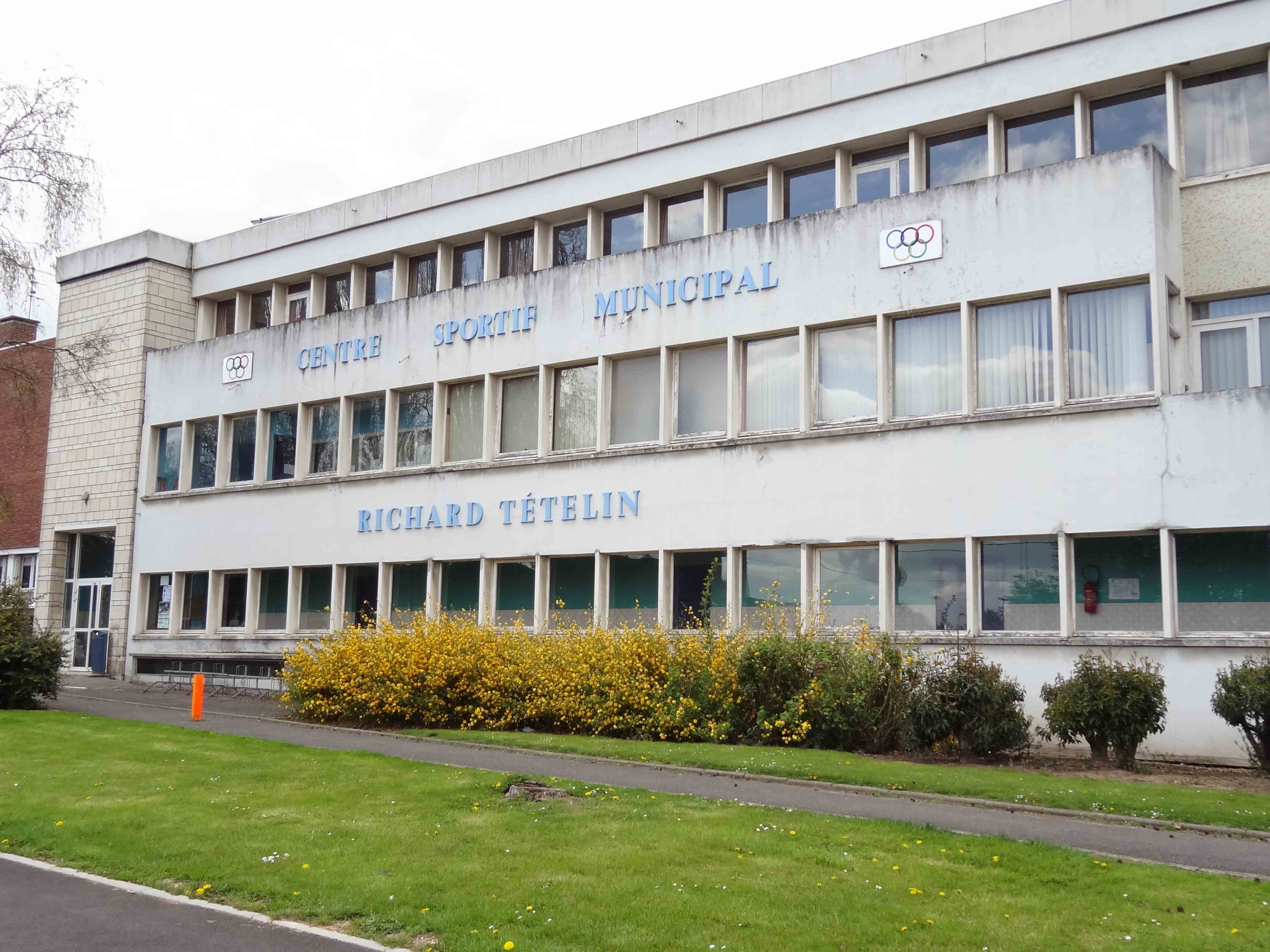
Halle des sports Richard-Tetelin.

La Halle des sports attire en moyenne 1 500 spectateurs par match, ce qui en fait un des publics les plus fidèles de Ligue féminine. Les Atrebask sont le groupe de supporters officiels d'Arras Pays d'Artois basket. Une vingtaine d'entre eux encouragent par le biais de chants et tambours, les Demoiselles à chaque match à domicile. Il compte une cinquantaine de membres, abonné(e)s compris. Lors des déplacements à l'Open de Paris ainsi qu'à Calais, Villeneuve-d'Ascq et autres clubs géographiquement proches, une centaine de supporters voire parfois plus, vont encourager les Demoiselles en bus et voitures. Un noyau de quelques supporters se déplace partout en France (Tarbes, Bourges et autre clubs de Ligue Féminine, voire en Europe) par leur propres moyens. On peut citer également une troupe d'hôtesses vêtues de rose, chargées de distribuer des cadeaux et autres gadgets aux spectateurs avant le début de chaque match. Les chansons diffusées lors de chaque match sont :
- Fanfare de Charleroi (très appréciée des spectateurs)
- D.J Otzi Hey baby
- Tikay feat Shake La Vie en rose (remix)
- Grégoire Toi + Moi

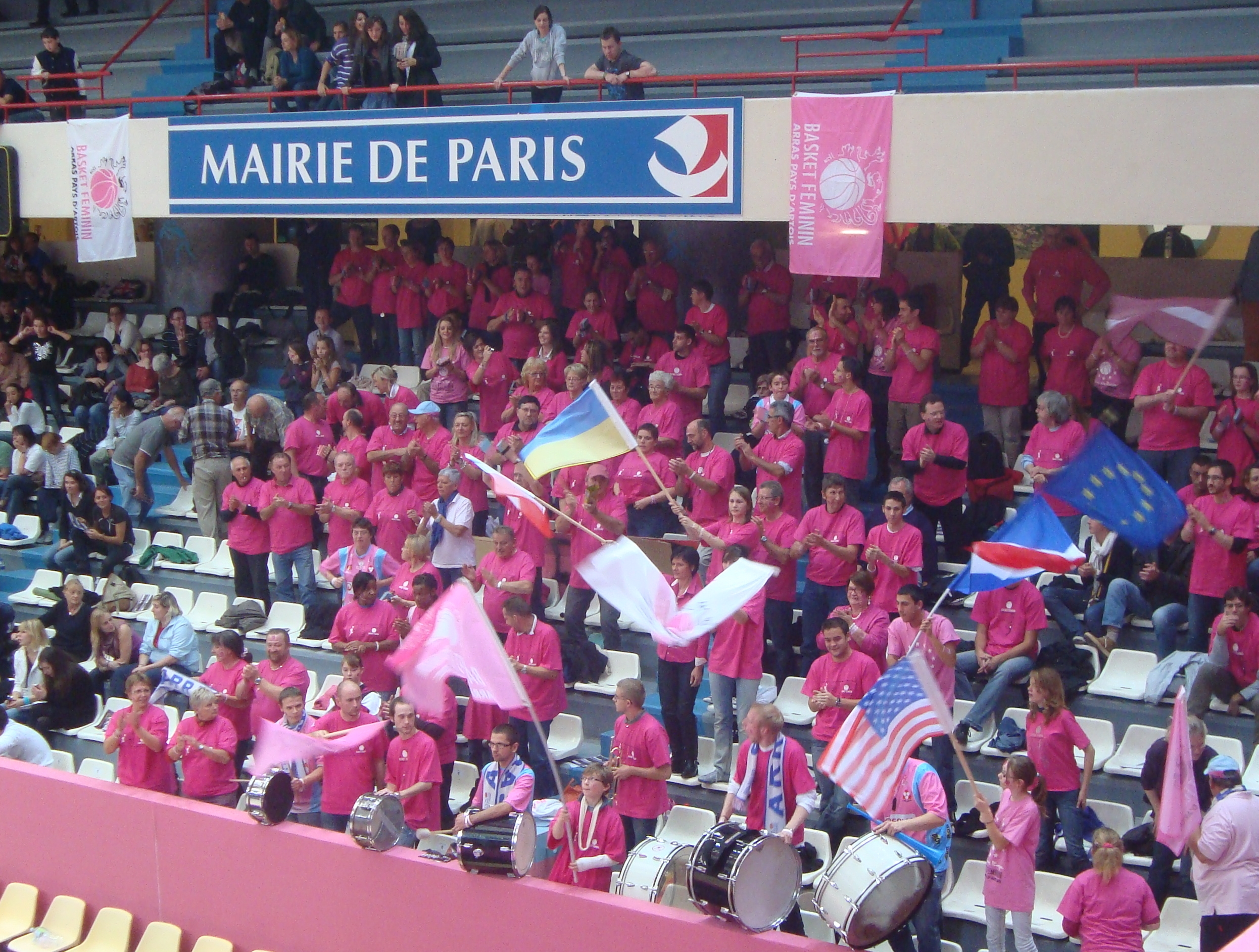
Les supporters lors de l'Open LFB 2010.

Lors de l'Open de Basket, ouvrant la saison 2009/2010, les Supporters d'Arras remportent le titre de « Meilleurs supporters », rappelé par la banderole dans la Halle des Sports.
La Halle des Sports s'est progressivement transformée depuis la montée du club. Ainsi, après que le nombre de sponsors était de 5-6, on arrive maintenant à la centaine, avec les murs derrière les paniers qui ne possèdent plus de place pour y afficher d'autres affiches. Les sponsors envahissent alors les tribunes, sur les grilles. L'aménagement de la salle contribue à un effet rose: le parquet, lors de la mise aux normes des réglementations à partir de la saison 2010-2011 laisse place à du rose sous la raquette, on a mis un rideau rose sur les murs derrière les paniers. Pour les joueuses, leur vestiaire a été refait en rose également. À l'occasion de la finale de l'Eurocoupe 2010-2011, deux tribunes mobiles ont également été installées derrière chaque panneau de basket. D'autres rénovations interviendront prochainement, si Arras Pays d'Artois Féminin, continue à progresser et à s'installer durablement parmi les cinq meilleures équipes de la Ligue féminine de Basket-ball.

## Palmarès

### National
- Vainqueur de la Coupe de France (1) : 2012.
- Champion de France de NF1 (1) : 2006.

### International
- Finaliste de l'Eurocoupe féminine (1) : 2011.

## Personnalités du club

### Entraîneurs
- 1995-2011 :  Bruno Blier, assisté de Cécile Constanty
- 2011-janvier 2013 :  Thibaut Petit, assisté de Cécile Piccin
- janvier 2013-février 2014 :  Marc Silvert[14], assisté de Cécile Piccin
- février 2014-2016 :  Cécile Piccin
- 2016-mars 2018 :  Quentin Buffard[15]
- avril 2018 - juillet 2018 :  Bruno Blier
- 2018-2024 :  Julien Wavelet[16],[17]

### Joueuses emblématiques
- Barbora Marekova
- Zuzana Klimešová
- Orsolya Englert
- Elizabeth Shimek-Moeggenberg
- Tye-Sha Flucker
- Julie Bertin
- Sheana Mosch
- Mia Fisher
- Leilani Mitchell
- Sarah Michel
- Marielle Amant
- Krissy Badé
- Johanne Gomis
- Sabrina Reghaïssia